# ロッカヴィオーネ
ロッカヴィオーネ（伊: Roccavione）は、イタリア共和国ピエモンテ州クーネオ県にある、人口約2,700人の基礎自治体（コムーネ）。

## 地理

### 位置・広がり
| 隣接するコムーネは以下の通り。 - ボルゴ・サン・ダルマッツォ - ボーヴェス - ロアスキア - ロビランテ - ヴァルディエーリ |

#### 地震分類
イタリアの地震リスク階級 (it) では、3s に分類される
。

## 行政

### 分離集落
ロッカヴィオーネには、以下の分離集落（フラツィオーネ）がある。
- Brignola, Tetto Parachetto, Tetto Piano, Tetto nuovo, Tetto Cherro, Tetto Sales, Tetto Ghigo, Tetto Giordana, Tetto Massa Soprano, Tetto Battista Massa, Tetto Tonietto